# Upplands runinskrifter 1080
Upplands runinskrifter 1080 är ett vikingatida runsten av röd granit som stått i Forkarby, Bälinge socken och Uppsala kommun. Runstenen var försvunnen sedan 1700-talet, men ett fragment hittades 1928 inmurat i en källare i Sundbro. Fragmentet plockades ut 1976. Runstensfragmentet är 0,98 gånger 0,28 meter stort samt 0,53 meter tjockt. U 1080 var prydd med en repstav nedtill. Stenen är ristad i Öpirs stil, men det bevarade fragmentet har för få runor för att göra en säker attribuering.

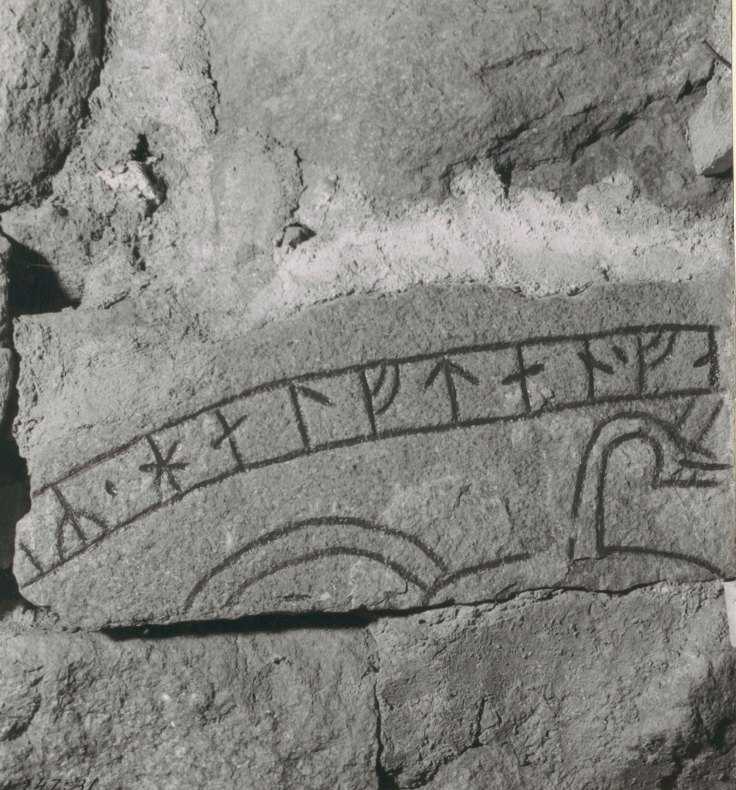
Fragmentet som det såg ut då det fortfarande var inmurat i källaren.

## Inskriften
Translitterering av runraden:
[sihatr · auk · karl litu · raisa st... efti]ʀ · halftan · faþur si[n ·]
Normalisering till runsvenska:
Sighvatr ok Karl letu ræisa st[æin] æftiʀ Halfdan, faður sinn.
Översättning till nusvenska:
Sigvat och Karl läto resa stenen efter Halvdan, sin fader.